# Peter Lindeman Jørgensen
Peter Lindeman Jørgensen er en dansk bassanger og komponist, født 20. marts 1969 i Esbjerg. Har virket som sanger i bl.a. DR Koncertkoret, DR VokalEnsemblet, Ars Nova Copenhagen, Ensemble Amaryllis, Sokkelund Sangkor og en lang række mindre ensembler samt amatørkor. 
Han har som komponist primært haft fokus på kormusik, som han med afsæt i en nutidig, klassisk tradition i et modalt/romantisk tonesprog har udfoldet i en lang række satser til tekster, primært hentet fra Bibelens Gamle Testamente og samtidslyrik. Peter Lindeman Jørgensens kormusik bærer præg af en raffineret klanglig og melodisk forståelse og først og fremmest en udsøgt tekstbehandling. Medstifter af Komvest - Vesterbro Komponistforening i 1999. 
Peter Lindeman Jørgensen medvirker på en lang række udgivelser af kormusik, heriblandt den anmelderroste og grammy-vindende CD med Ensemble Amaryllis: Mogens Pedersøn - Pratum Spirituale 1620, udgivet på Helikon Records 1999 (HDC1037).